# 安娜·塔提什維利
安娜·塔提什維利（英語：Anna Tatishvili，1990年2月3日—）是美國职业网球女运动员，2005年轉職業。她的WTA生涯最高單打排名為第52（2012年10月8日）。